# 厄斯特河梳甲鯰
厄斯特河梳甲鯰，為輻鰭魚綱鯰形目甲鯰科的其中一種，為熱帶淡水魚，分布於南美洲蘇利南Paru de Oeste河上游流域，體長可達12.9公分，棲息在沙石底質、水質清澈且流動的溪流底層水域，生活習性不明。

## 扩展阅读
維基物種上的相關：厄斯特河梳甲鯰